# Shredder
Shredder — комп'ютерний шаховий рушій, розроблений в Німеччині Штефаном Майер-Каленом в 1993 році. Доступний в комерційній версії з 1997 року.
Станом на 2010-06-27 за версією CEGT при контролі часу 40/20 рейтинг Ело Deep Shredder 12 x64 4CPU становить 3063 пункти.

## Перемоги
| Рік  | Місце     | Змагання                                 |
| ---- | --------- | ---------------------------------------- |
| 1996 | Джакарта  | Micro Computer World Champion            |
| 1999 | Падерборн | Micro Computer World Champion            |
| 1999 | Падерборн | Computer Chess World Champion            |
| 2000 | Лондон    | Micro Computer World Champion            |
| 2001 | Маастріхт | Micro Computer World Champion Single CPU |
| 2002 | Маастріхт | Blitz World Champion                     |
| 2003 | Грац      | Computer Chess World Champion            |
| 2003 | Грац      | Blitz World Champion                     |
| 2004 | Тель-Авів | Blitz World Champion                     |
| 2005 | Рейк'явік | Blitz World Champion                     |
| 2006 | Майнц     | Chess960 World Champion                  |
| 2007 | Амстердам | Blitz World Champion                     |